# Japanagromyza eucalypti
Japanagromyza eucalypti – gatunek muchówki z podrzędu krótkoczułkich i rodziny miniarkowatych.
Gatunek ten opisany został w 1963 roku przez Kennetha A. Spencera. Holotyp wyhodowano z miny na liściu eukaliptusa, znalezionej w Lisarow (Nowa Południowa Walia) w 1958 roku.
Ciało tej miniarki jest czarne z wyjątkiem srebrzystoszarej lunuli, szarych łusek skrzydłowych i tułowiowych oraz białych pozaszypułkowych części przezmianek. Przezroczyste skrzydła osiągają u samca 1,9 mm, a u samicy od 1,9 do 2,2 mm długości. Głowa z czołem tak szerokim jak oczy, małym i niewyraźnym trójkątem ocznym oraz niewielką, półokrągłą lunulą. Wyraźne, zagięte w dół szczecinki orbitalne tworzą pojedynczy rządek. Na tułowiu osiem rzędów szczecinek środkowych grzbietu oraz dwie pary szczecinek śródplecowych, z których druga na wysokości nadskrzydłowych. Szczecinki międzyskrzydłowe i przedtarczkowe podobnie wykształcone. Narządy rozrodcze samca o edeagusie zakończonym w długiej rurce, wyraźnie przypominają te u europejskiego J. salicifolii i północnoamerykańskiego  J.viridula, różniąc się od nich brakiem wyraźnych kolców na surstyli i epandrium.
Pomarańczowoczerwone puparium tej muchówki ma w większości gładką powierzchnię. Jego tylne przetchlinki są trójwidlaste, a każde z ramion tych widełek ma około 12 wyrośli (po 6 na każdej stronie).
Owad ten jest jedynym znanym przedstawicielem Agromyzidae minującym liście eukaliptusa. Jedyną znaną rośliną żywicielską jest E. camaldulensis, ale prawdopodobnie żeruje też na innych przedstawicielach rodzaju. Dotychczas wykazany został z Australii, Jawy i Palau. Australię skolonizował najpewniej z półkuli północnej przez Jawę, wykorzystując „po drodze” nieznane przejściowe rośliny żywicielskie.